# Sepp Moser (Journalist)
Sepp Moser (* 1946) ist ein Schweizer Aviatik-Journalist, Verfasser von zahlreichen Büchern über Aviatik und Berater von Fluggesellschaften und anderen Unternehmungen. Früher war Moser unter anderem für das Schweizer Fernsehen und den Tages-Anzeiger tätig.
Moser sagte schon Jahre vor dem Grounding im Herbst 2001 den Untergang der Swissair voraus. Auch die Erfolgsaussichten der Nachfolgegesellschaft Swiss beurteilte er negativ. Die Swiss fliegt indessen weiter, wurde aber von der Lufthansa übernommen.
1993 erhielt Moser den Zürcher Journalistenpreis (ZJP).
Am 1. April 2001 startete Moser einen Flug mit seiner Cessna am Flughafen Zürich und musste nach zehn Minuten notlanden. Als Ursache ermittelte die Bezirksanwaltschaft Wasser im Tank.

## Veröffentlichungen (Auswahl)
- Warnsignal – Schweizer Bahnnetz in Gefahr. Friedrich Reinhardt Verlag, Basel 2011, ISBN 978-3-7245-1767-2.
- Nachtkurier – Express am Himmel Europas. Huber, Frauenfeld 2008, ISBN 978-3-7193-1480-4.
- Wie sicher ist Fliegen? Orell Füssli, Zürich 2004, ISBN 3-280-05039-1.
- Bruchlandung – Wie die Swissair zugrunde gerichtet wurde. Orell Füssli, Zürich 2001, ISBN 3-280-02694-6.